# Voordelen van alle aard
Een voordeel van alle aard (VAA) is, in België, een voordeel dat door een werkgever of onderneming aan een werknemer of bedrijfsleider toegekend wordt.
Deze voordelen ontstonden historisch om aan de Belgische hoge loonkosten te ontsnappen. De Belgische fiscus beschouwt deze 'voordelen van alle aard' in toenemende mate als een deel van het beroepsinkomen en rekent hierop belastingen aan bij de werknemer of bedrijfsleider die dit voordeel ontvangt. De fiscus heeft twee manieren om de waarde van een voordeel te bepalen. Enerzijds kan de fiscus zich baseren op de werkelijke waarde van het voordeel, als dit gekend is. Daarnaast kan de fiscus ook een forfait gebruiken. In de meeste gevallen is de eerste optie het interessantst voor de werknemer.

## Overzicht voordelen van alle aard
- Aandelenopties;
- Gratis huisvesting, inclusief bijhorende verwarming- en elektriciteitskosten;
- Persoonlijk gebruik van een gratis ter beschikking gesteld voorwerp of dienst, zoals een voertuig (bedrijfswagen), telefoontoestel, computer, internetaansluiting;
- Plezierreizen;
- Renteloze lening (of tegen verminderde rentevoet);
- Representatievergoedingen
- Sociale maaltijden;
- Studietoelagen;
- Verstrekking van voedsel aan zeelui en bouwvakarbeiders (in speciale gevallen) ;
- Verzekeringspremies;
- Voordelen verkregen door huispersoneel, dienstboden, huispersoneel, hoveniers, chauffeurs;

Maaltijden uit het bedrijfsrestaurant, airmiles, premies voor huwelijk of anciënniteit, terugbetaling woon-werkverkeer (bij gebruik forfait), maaltijd-, eco- en sport/cultuurcheques zijn vrijgesteld van deze belasting.

## Berekening VAA
In 2014 trad voor bedrijfswagens een nieuwe regeling in werking. De nieuwe berekening gaat als volgt:
VAA=
- catprijs × [(CO − 93) × 5,5%] × 6/7 × 1/12, voor een wagen met een uitstoot van 93g CO2, of minder;
- catprijs × [5,5% + (CO − 93) × 10%] × 6/7 × 1/12, voor een wagen met een uitstoot van 93 of meer gram CO2

Hierin is CO de CO2-uitstoot per kilometer en catprijs de catalogusprijs met opties maar zonder BTW en eventuele kortingen. Voor voertuigen met een benzine-, LPG- of aardgasmotor is de 93 te vervangen door 112.
Veronderstel een dieselwagen met een uitstoot van 148 gram CO2/km. Deze wagen heeft een VAA-waarde die 2× hoger is dan een dieselvoertuig met vergelijkbare catalogusprijs maar een lagere uitstoot (<93 gram).

## Zomerakkoord 2025
De bezoldiging van een bedrijfsleider zal in de toekomst nog voor maximaal 20 procent van het jaarlijkse brutoloon uit voordelen van alle aard mogen bestaan. Wanneer dus meer dan 20 procent van de totale bezoldiging uit zulke forfaitaire voordelen van alle aard bestaat, betekent dit het verlies van het verlaagd tarief in de vennootschapsbelasting.
Concreet: bij een kleine vennootschap wordt de winst in principe belast tegen 25 procent en kan de vennootschap genieten van een verlaagd tarief van 20 procent op de eerste schijf van 100.000 euro winst, op voorwaarde dat de bedrijfsleider zich een bruto jaarbezoldiging van minstens 45.000 euro uitkeert. in 2026 wordt die minimale bezoldiging opgetrokken tot 50.000 euro.
De regering viseert ook de salariswagens van werknemers. Voor wie een voordeel van alle aard geniet, zoals een bedrijfswagen, komt er vanaf 2026 een extra belasting op het niveau van de vennootschap. Wanneer meer dan 20 procent van het loon van alle werknemers samen uit forfaitaire voordelen van alle aard bestaat, zal op het gedeelte dat de 20 procent overstijgt een belasting van 7,5 procent geheven worden.